# Ramón Aguirre Suárez
Ramón Aguirre Suárez (Ceballos Cue, 18 oktober 1944 - La Plata, 29 mei 2013) was een Argentijns voetballer.
Aguirre Suárez begon zijn carrière bij Estudiantes toen deze getraind werd door Osvaldo Zubeldía en een glorieperiode beleefde. Na de Metropolitano-titel van 1967 won de club drie keer op rij de Copa Libertadores, won het de Copa Interamericana in 1969 en de intercontinentale beker tegen Manchester United in 1968. In 1969 en 1970 verloren ze de intercontinentale beker tegen respectievelijk AC Milan en Feyenoord Rotterdam. De wedstrijd tegen Milan was extreem gewelddadig en de Argentijnse president Juan Carlos Onganía liet zelfs het hele team van Estudiantes arresteren. Aguirre Suárez scoorde in de wedstrijd, maar stootte met zijn elleboog tegen Nestor Combin, die daarbij zijn neus brak. Hij belandde hiervoor zelfs even in de gevangenis en werd geschorst.
In 1971 maakte hij de overstap naar het Spaanse Granada en beëinigde zijn carrière bij Salamanca in 1975. In 1977 kwam hij voor vier wedstrijden terug bij Lanús.